# Valentin Dupp
Valentin Dupp (* 11. Februar 1883 in Bukin, Plankenburg, Batschka, Österreich-Ungarn; † 1944 in Tschurug, Josefsdorf, Jugoslawien) war ein banatschwäbischer römisch-katholischer Geistlicher und Märtyrer.

## Leben
Valentin Dupp studierte Theologie in Kollotschau und wurde am 29. Juni 1906 zum Priester geweiht. Die Stationen seines Wirkens waren: Milititsch, Kernei, Plankenburg, Wolfingen, Graumarkt ( Deutschwachenheim), Batsch-Sentiwan, Bezdan, Petrovo Selo und ab 1923 als Pfarrer in Tschurug für die dortigen 3300 katholischen Ungarn (neben 7800 orthodoxen Serben).
Bei der Besetzung durch die Ungarn im Jahr 1941 beschwerte sich Dupp von der Kanzel herunter über das Verhalten der ungarischen Truppen und wurde zu 6 Monaten Gefängnis verurteilt. Im Zusammenhang mit dem Massaker von Novi Sad protestierte er gegen die Erschießung des serbischen Popen. Nach der Besetzung durch die Rote Armee im Oktober 1944 wurde ihm dieses Verhalten anfänglich positiv angerechnet. Im Zuge der dann einsetzenden Racheakte der serbischen Partisanen an den Ungarn wurde er jedoch in Neusatz als Kriegsverbrecher verurteilt und in Tschurug an der Kirchenmauer von Partisanen erschossen.

## Gedenken
Die katholische Kirche hat Valentin Dupp als Glaubenszeugen in das deutsche Martyrologium des 20. Jahrhunderts aufgenommen.